# Oude Leij (Goirle)
De Oude Leij is een beek ten oosten van Goirle, die ontstaat bij de samenvloeiing van de Rovertse Leij en de Poppelse Leij. Ten westen van Goirle, langs Riel stroomt de Lei, een beek die vlak bij de Poppelse Leij ontspringt. Ondanks dat de namen op elkaar lijken, zijn de beken op geen enkel punt met elkaar verbonden.
De beek stroomt in noordoostelijke richting langs Goirle en de buurtschap Abcoven. Bij Goirle is de beek verlegd, dat deel heet de Nieuwe Leij of kortweg Leij. De Oude Leij stroomt nog een stuk parallel aan de Nieuwe Leij, maar voegt zich bij het Wilhelminakanaal weer bij de Nieuwe Leij. Het is hier een smal stroompje door weilanden heen, op zo'n manier dat het net een sloot is. Na het Wilhelminakanaal wordt de beek de Voorste Stroom genoemd.
Op de Oude Leij stond eertijds de Goirlese Watermolen.